# 우주해적 미토의 대모험
우주해적 미토의 대모험(宇宙海賊ミトの大冒険)은 1999년 1월 4일부터 3월 29일까지 제1기, 동년 7월 12일부터 10월 4일까지 제2기(타이틀 : 2명의 여왕님)를 TV 도쿄에서 방영되었다. 총 26화(1기 : 13화, 2기 : 13화).
대한민국에서는 2003년 대교어린이TV에서 더빙판으로 방영되었다.

## 줄거리
1기는 어려서부터 아버지를 잃은 미츠쿠니 아오이와 미츠쿠니 미토의 모자관계와 란반과의 대립, 넨가 무츠키와의 사랑관계를 다루고 있다.
2기는 미츠쿠니 아오이가 여자로 성전환 되면서 1260대 우주여왕에 즉위하였고 강경파에 의해 부활한 초대 우주여왕인 히카리와 대립, 1기 악역이었던 란반이 아군으로 합류하는 등의 전개를 보인다.

## 등장인물
- 미츠쿠니 미토

- 미츠쿠니 아오이

- 넨가 무츠미

성우는 오길경. 한국판 명칭은 설보름.
- 란반

성우는 카사하라 루미/윤미나.